# 阿科斯塔环形山
阿科斯塔陨石坑（Acosta）是位于月球正面丰富海东侧边缘上的一座小撞击坑，其名称取自葡萄牙医生暨数本自然史书籍的作者克里斯托瓦尔·阿科斯塔（Cristóbal Acosta，1515年-1580年），1976年被国际天文学联合会批准接受。

## 描述

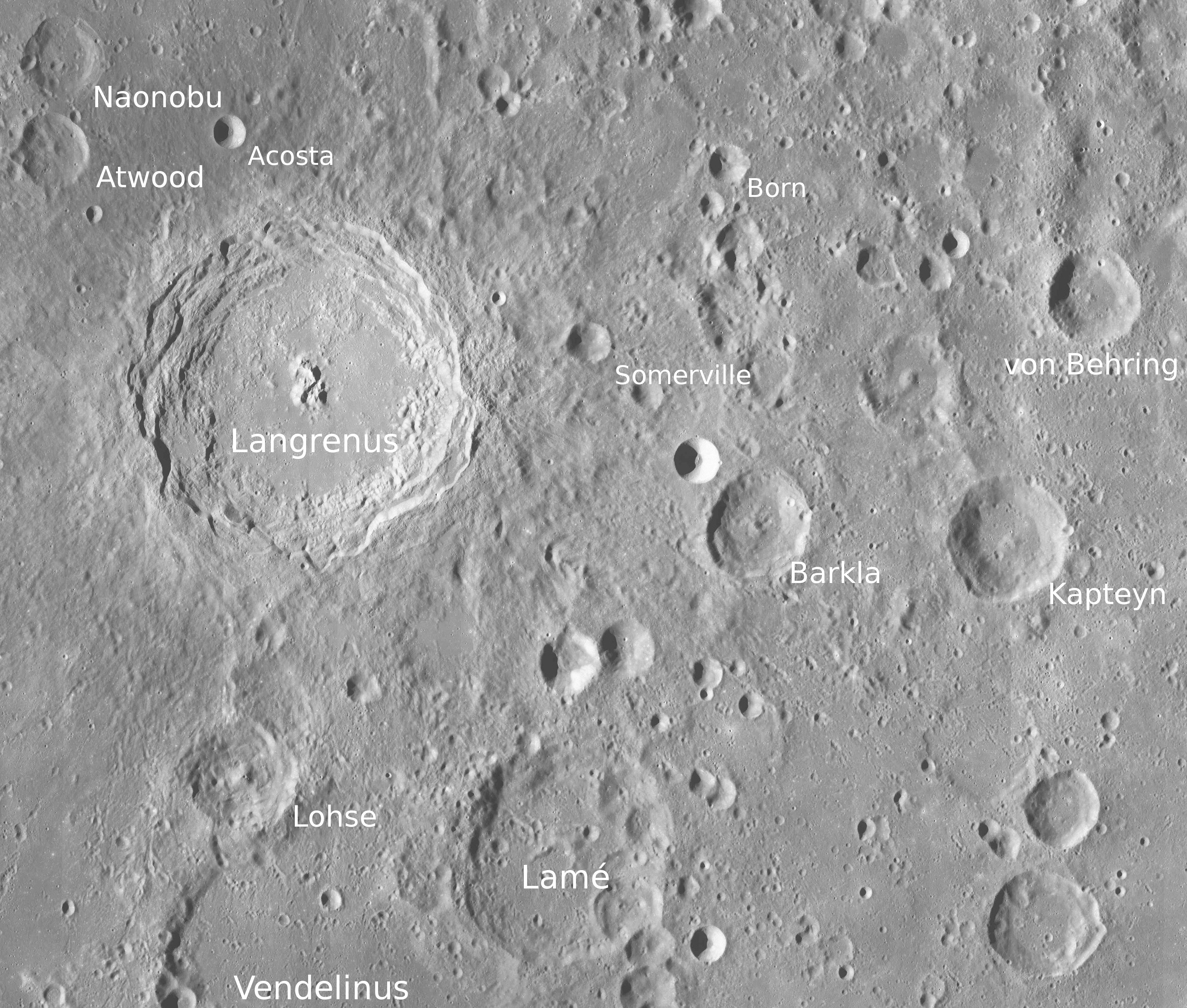
阿科斯塔陨石坑的周边，月球勘测轨道飞行器拍摄。

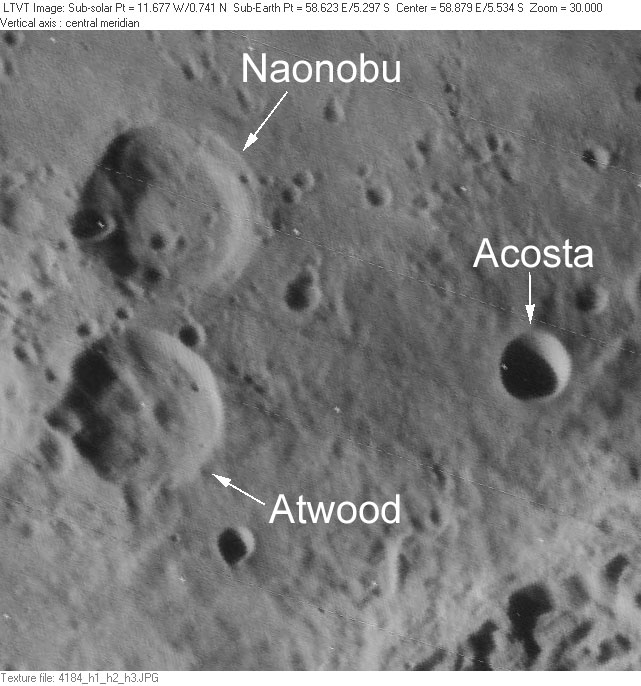
月球轨道器4号拍摄的图像

该陨坑南北面分别坐落了较大的朗伦环形山和韦布陨石坑、西侧则分布有直圆陨石坑、阿特伍德陨石坑及比尔哈茨陨石坑。
该陨坑中心月面坐标为5°39′S 60°08′E / 5.65°S 60.14°E，直径13.06公里，深约2.12公里。
阿科斯塔陨石坑外观呈规则的圆杯状，其内侧壁中间是一个平坦的小坑底。坑壁最大高出周边地形490米，陨坑形态特征隶属于"BIO 型"(以该类陨石坑的典型代表—毕奥陨石坑所命名)。
在1976年被国际天文学联合会正式命名前，该陨坑曾被称作卫星坑"朗伦 C"(所谓的"卫星坑标记法"：以所靠近的主坑名+字母来命名)。